# Ninh An, Hoa Lư
Ninh An là một xã thuộc thành phố Hoa Lư, tỉnh Ninh Bình, Việt Nam.

## Địa lý
Xã Ninh An nằm ở phía nam thành phố Hoa Lư, nằm bên bờ sông Vạc, cách trung tâm thành phố 6 km, có vị trí địa lý:
- Phía đông giáp phường Ninh Phúc và huyện Yên Khánh
- Phía tây giáp xã Ninh Vân
- Phía nam giáp huyện Yên Mô
- Phía bắc giáp phường Ninh Phong và phường Ninh Sơn.

Xã Ninh An có diện tích là 5,50 km², dân số năm 2023 là 7.056 người, mật độ dân số đạt 1.282 người/km².
Xã có đường Quốc lộ 1 đi qua.

## Hành chính
Xã Ninh An được chia thành 5 thôn: Đông Trang, Đông Hội, Bộ Đầu, Xuân Mai, Đông Thịnh và 9 xóm: Bộ Đầu, Dinh, Đình, Giữa, Gòi, Hòa Thiện, Kiên Ái, Trung Đức, Xuân Mai.

## Lịch sử
Ngày 27 tháng 12 năm 1975, Quốc hội ban hành Nghị quyết về việc thành lập tỉnh Hà Nam Ninh trên cơ sở tỉnh Ninh Bình và tỉnh Nam Hà. Khi đó, xã Ninh An thuộc huyện Gia Khánh, tỉnh Hà Nam Ninh.
Ngày 27 tháng 4 năm 1977, Hội đồng Chính phủ ban hành Quyết định số 125-CP về việc thành lập huyện Hoa Lư trên cơ sở hợp nhất huyện Gia Khánh và thị xã Ninh Bình. Khi đó, xã Ninh An thuộc huyện Hoa Lư mới thành lập.
Ngày 26 tháng 12 năm 1991, Quốc hội ban hành Nghị quyết về việc chia tỉnh Hà Nam Ninh thành tỉnh Nam Hà và tỉnh Ninh Bình. Khi đó, xã Ninh An thuộc huyện Hoa Lư, tỉnh Ninh Bình.
Ngày 10 tháng 12 năm 2024, Ủy ban Thường vụ Quốc hội ban hành Nghị quyết số 1318/NQ-UBTVQH15 về việc sắp xếp đơn vị hành chính cấp huyện, cấp xã của tỉnh Ninh Bình giai đoạn 2023 – 2025 (nghị quyết có hiệu lực từ ngày 1 tháng 1 năm 2025). Theo đó, thành lập thành phố Hoa Lư thuộc tỉnh Ninh Bình trên cơ sở thành phố Ninh Bình và huyện Hoa Lư. Xã Ninh An trực thuộc thành phố Hoa Lư.

## Kinh tế
Chợ Yên nằm ở thôn Bộ Đầu là chợ quê trên địa bàn huyện Hoa Lư (nay là thành phố Hoa Lư) nằm trong danh sách các chợ loại 1, 2, 3 ở tỉnh Ninh Bình từ năm 2008.

### Cảng Cầu Yên
Theo Quyết định số 2179/QĐ-UBND của tỉnh Ninh Bình ngày 17/9/2007 về việc phê duyệt Quy hoạch giao thông đường thủy nội địa tỉnh Ninh Bình đến năm 2015 và định hướng phát triển đến năm 2020 thì Cảng Cầu Yên có diện tích 2–3 ha nằm ở ngã 3 sông Vân và sông Vạc tại xã Ninh An. Phục vụ cho xếp dỡ hàng cho nhà máy phân lân Ninh Bình, xi măng H42, các sản phẩm tiểu thủ công nghiệp, sản phẩm công nghiệp xuất nhập trong cụm công nghiệp Mai Sơn, làng nghề đá mỹ nghệ Ninh Vân.
Chức năng của cảng:
- Xếp dỡ hàng hoá tổng hợp, vật tư, nguyên liệu phục vụ nhu cầu cụm công nghiệp Mai Sơn, làng nghề đá mỹ nghệ Ninh Vân (hàng xuất nhập khẩu và hàng hoá phục vụ đời sống công nhân, dân sinh).
- Phục vụ cho công tác vận chuyển của nhà máy xi măng Hệ Dưỡng.
- Hàng hoá tổng hợp cho khu vực.

Dự kiến xây dựng các hạng mục công trình: Công trình bến cảng, kho bãi. Trang thiết bị xếp dỡ. Nâng cấp đường, cầu, cống trên tuyến đoạn từ nhà máy xi măng Hệ Dưỡng dài 6 km tới cảng. Văn phòng cảng.

### Nhà máy Phân lân Ninh Bình
Nhà máy Phân lân Ninh Bình, hiện là Công ty Cổ phần Phân lân Ninh Bình được thành lập năm 1977; Từ ngày 01/01/2005 chuyển sang mô hình Công ty cổ phần trong đó Nhà nước nắm cổ phần chi phối 51% vốn điều lệ, là một trong bốn doanh nghiệp sản xuất phân lân lớn nhất của Việt Nam, là doanh nghiệp thành viên Tập đoàn công nghiệp Hóa chất Việt Nam.

## Văn hóa

### Di tích
Tính đến năm 2010, xã Ninh An có 2 di tích cấp quốc gia là: Di tích kiến trúc nghệ thuật đền Đông Hội và Di tích Lịch sử Văn hóa nhà thờ họ Đào.
Với địa thế hình đất đai: Sông ôm bao quanh, có Thiên lý lộ (Đường Cái Quan), Tràng An sơn chắn Tây, Bắc có hòn Ngọc Mỹ Nhân, Nam là Núi Sậu quay đầu về, Đông là Biển Đông. Con đê xanh đẹp uốn cong bên hai dòng sông Vạc và Vó cùng đường cung đoạn "Thiên lý" qua xã tạo thành vòng tròn khép kín, đồng thời đã liên kết được toàn bộ các di tích Lịch sử, văn hóa của địa phương tạo thành "Vòng tròn Thiên lý xã Ninh An".